# San Pedro La Laguna
San Pedro La Laguna è un comune del Guatemala facente parte del dipartimento di Sololá.